# Банк Південного Судану
Банк Південного Судану (англ. Bank of South Sudan) —— центральний банк Південного Судану.

## Історія
Банк Південного Судану створений в 2006 році як регіональне відділення Банку Судану. Після оголошення незалежності Південного Судану з 9 липня 2011 року банк почав виконувати функції центрального банку. 15 липня 2011 року підписаний закон про Банк Південного Судану.